# Smrť Jánošíkova
Smrť Jánošíkova (1862) je poema, kterou napsal slovenský romantický básník Ján Botto (1829–1881). Jde o jeho vrcholné dílo, ve kterém dotvořil původně lidovou představu Jánošíka jako zbojníka na ideál hrdého a smělého junáka, který v sobě spojuje touhu lidu po svobodě a spravedlnosti.
Báseň, kterou Botto dokončil v roce 1861, vyšla poprvé ve druhém ročníku almanachu Lípa o rok později. Skládá se z lyrického úvodu (předzpěvu) a devíti zpěvů. Jejím obsahem je polapení Jánošíka, jeho věznění a poprava.
Pro mnohé společné rysy bývá báseň často připodobňována k Máji Karla Hynka Máchy (popisy přírody, boj proti útlaku, kontrast života a smrti, rozpor mezi snem a skutečností, hrdinové sní ve vězení o volnosti a svobodě, vzpomínky na rodný kraj, úvahy o životě a smrti). Hlavní postavy obou poem jsou však značně rozdílné. Zatímco Vilém z Máje je osamocený hrdina obviněný z vraždy, je Jánošík hrdina lidový, obviněný ze zbojnictví, nositel kolektivní myšlenky o svobodě.

## Obsah poemy

### Úvod
V předzpěvu básník připodobňuje Slovensko k matce  a své verše k jejím dětem. Má však obavu, že nenajdou odezvu, že je matka nepřijme. Verše se však vydají ve slovenské lesy a společně s horními chlapci půjdou „po zboji“ cestou ke svobodě. 
Ej, počkajže len, keď noc stoveká,
noc poroby raz sa stratí —
keď v svetle pozná človek človeka,
ľudia prerečú odkľatí;
keď sa im mladé krídla rozviažu,
ich let mrákavy prebrodí:
oni, sokoli, svetu ukiažu
cestu ku slnku slobody!

### 1. zpěv
Poema začíná oslavou dvanácti zbojníků – bílých sokolů (Jánošíka a jeho družiny). Teď jich však kolem vatry na Kráľovej hoľi sedí jen deset. Vatra je symbolem svobody a volnosti, v závěru zpěvu však pohasíná, když se družina dovídá o polapení Jánošíka.
Už plamenček malý, - už len blysk slabušký, 
na nich sťa na hroboch svätojánske mušky; 
už i ten plamenček pomaly zhasína - 
už temno, už ticho jak v stred cintorína. 
A kdesi čo zvolá ako nadzemská moc: 
Jánošík lapený! - Šuhajci, dobrú noc!“ 
Zahučali hory, zahučali doly - 
zanôtili chlapci: „Boli časy, boli! 
Boli časy, boli, ale sa minuli - 
po maličkej chvíli minieme sa i my! 
Keď sa my minieme, minie sa krajina, 
akoby odlomil vŕštek z rozmarína; 
keď sa my minieme, minie sa celý svet, 
akoby odpadol z červenej ruže kvet.

### 2. zpěv
Zpěv popisuje Jánošíkovo zajetí v krčmě. Nepřemohla jej však přesila četníků, ale zrada jeho bývalého druha Gajdošíka a baby sedící na peci. Ta vysypala na podlahu hrách, po kterém Jánošík uklouzl. Přesto by se ubránil, protože měl v opasku čarovnou žilku, díky které byl nezranitelný. Baba však četníkům poradila, aby mu opasek přeťali: „Rúbte mu do pása, tam je jeho spása!“.

### 3. zpěv
V něm je líčen Jánošíkův pobyt ve vězení, kde k němu přichází v podobě jeho milé duše lidu a něžně se s ním loučí překrásnou lidovou baladou. Nemůže bez něho žít a raději proto volí smrt ve vlnách Dunaje.
Vtom za horu zapadla jak hviezda letiaca; 
nikto ju viac nevidel krem toho mesiaca, 
len on, chudák, čo o tom nepovie nikomu, 
samotný ju sprevodil do nového domu.

### 4. zpěv
Tento zpěv je vystaven na kontrastu mezi snem a skutečností. Zbičovanému a v poutech přikovanému Jánošíkovi se ve vězení zdá  sen o svobodě. Tu však k němu přichází ďábel, který mu připomíná blížící se smrt.

### 5. zpěv
Jánošík se probouzí a uvědomuje si, že se blíží jeho smrt. Uvažuje o tom, zda je vinen on a nebo jeho kati.
Věří, že po jeho smrti nadejde čas odplaty a spravedlnosti.
Zvonia na deň - mne na noc. Oj, srdce, nežiali: 
My skoro spať musíme, bo sme skoro vstali! 
Spať večne - kto to káže? Boh? - Ľudia, tyrani! 
Z polcesty, z sveta môjho, ja ľuďmi vyhnaný! 
Oj, ľudia, ľúti ľudia, vy draví šakali! 
Brať život! Skiaď to právo? - Či ste ho vy dali?!
Zomrieť! Tak výrok, - dobre, ja chodil po zboji; 
ale kto viacej zbíjal, ja, či katia moji?! 
Ja chodil po zboji, po tom šírom poli, 
aby som zabudol o ťažkej nevoli, 
ja chodil po zboji poľanou bezdrahou, 
aby som naučil pravde pyšných vrahov; 
ja chodil po zboji, za slobodou zlatou, 
aby som rozrážal putá svojich bratov. 
Sloboda, sloboda, slobodienka moja, 
pre teba mne páni šibenice stroja! 
Preto, že som ťa schytil, keď ťa psi trhali, 
i vyniesol omdletú medzi Tatier skaly,

### 6. zpěv
Jánošíka vedou k šibenici. Jánošík žádá kněze, aby se nemodlil za něho, ale za utlačený a nešťastný lid.
„Modlime sa!“ - kňaz vraví. Za koho? „Za teba!“ 
Nie, otče, ja už idem, za mňa sa netreba - 
a tam? Boh dobrý, verím, milostive súdi; 
no modlime sa radšej za tých biednych ľudí, 
za ľud, za ľud nešťastný, za to chorô dieťa, 
že by abo ožilo, abo šlo zo sveta! 
Pozri ho, jak omdlieva na nevoľnom loži, 
pozri tú tvár vpadnutú - či to obraz Boží?

### 7. zpěv
Na Jánošíka čeká krásná víla, kterou si má vzít. Jánošík však stojí ještě pod šibenicí a před popravou se loučí s rodným krajem. Posel přináší milost od císaře, ale je pozdě. Jánošík je mrtev. Lid odchází od šibenice smutný, zamlklý, se sevřeným srdcem.

### 8. zpěv
Zde se nám představuje smutné Slovensko po Jánošíkově smrti. Lid si vypráví o Jánošíkovi pověsti, ale nevěří, že přijde nový život.
Hora v puku, pole v kle utúleno drieme 
a ľudia von oblokom na tie holé zeme 
zrakmi beznádejnými nemo pozerajú - 
s rukami zloženými, čo bude, čakajú.

### 9. zpěv
Tento zpěv nese podtitul Zjavenie a obsahuje alegorický obraz Jánošíkovy svatby s královnou víl.  Botto zde vyjadřuje naději na budoucí svobodu.
Zaznie pieseň oslávenia, 
rozlejú sa zemou zore; 
svet zlý padne na kolená - 
a národ náš vstane hore!

## Český překlad
Do češtiny poemu přeložil Jan Vladislav. Tento překlad vyšel v knize Smrt Jánošíkova a jiné básně, SNKLHU, Praha 1961.